# ケヴィン・モーガン (ラグビー選手)
ケヴィン・アンドリュー・モーガン（Kevin Andrew Morgan、1977年2月23日 - ）は、ウェールズのラグビーユニオン選手。ウェールズ代表48キャップ。主たるポジションはフルバックで、ウイングでもプレーする。

## 教育
モーガンはポントシオンノルトン・ウェールズ小学校に通った後、ルハドヴェレン総合学校で学んだ。流暢なウェールズ語の話者である。

## 選手経歴

### クラブ
モーガンは地元の街クラブであるポンタプリズRFCで活動を始め、1998年にスウォンジーRFCに加入。2003年、ウェールズラグビー協会は競技レベル向上のためにクラブチームの地域化が行われた。モーガンはセルティック・ウォリアーズに加入した。翌2004年、セルティック・ウォリアーズが解散すると、モーガンはドラゴンズと契約。モーガンは2004–05年シーズンのセルティックリーグでリーグ最多の12トライを記録した。モーガンは2008–09年シーズン末でドラゴンズを離れ、2009年6月にニースRFCに選手兼コーチとして加入。

### ウェールズ代表
モーガンは1997年、ウィルミントンのブルックス・フィールドで開催されたアメリカ戦においてウェールズ代表デビュー。
モーガンの代表キャリアは、足の骨折や膝靭帯の損傷など、繰り返しの負傷による影響を受けている。彼は足の骨折により2014年のシックス・ネイションズ出場を逃した。2015年のシックス・ネイションズではイングランド戦とイタリア戦で控えメンバーとなり、いずれもハル・ラスコムと交替で出場した。その後の試合では、先発の座を取り戻した。モルガンはスコットランド戦で2トライを記録し、グランドスラムを決めたアイルランド戦では勝利を確実にする大きなトライを記録した。

## 指導者歴
モーガンは2009年6月、ニースRFCの上部クラブであるオスプリーズでストレングス&コンディショニングコーチ補佐となり、指導者としての経歴を開始した。モルガンは2014年6月にオスプリーズでストレングス&コンディショニング上級コーチに昇格した。
2018年1月、モーガンはジョージアラグビー協会からのオファーを受けて、ラグビージョージア代表の体力コーチに就いた。2019年2月、ブリストル・ベアーズのストレングス&コンディショニングコーチに就任。